# Archero
Archero — условно-бесплатная мобильная игра в жанре аркадного экшен-roguelike, разработанная игровой студией Gorilla Games и изданная сингапурской компанией Habby 14 мая для устройств под управлением iOS и 19 мая 2019 года для Android-пользователей. Считается первым представителем гибрид-казуального движения в играх.
Главной задачей проекта является зачистка игровых локаций от противостоящих главному герою врагов путём уклонения от их снарядов и атак и правильного подбора времени для остановки и совершения контрнападения.

## История разработки
С конца марта 2019 года Archero находилась в софт-лонч-режиме в странах Южной Азии: на Филиппинах, в Таиланде, Малайзии и Индонезии. Несколькими месяцами позднее, 14 мая, состоялся релиз для пользователей операционной системы iOS. В Google Play же игра стала доступна 19 мая.

## Геймплей

Геймплей Archero

В распоряжении игрока находится лучник, чья цель — уничтожить монстров для освобождения волшебного мира от их пагубного влияния. Когда игрок попадает на арену с врагами, он может либо двигаться, либо стоять на месте и стрелять. По мере продвижения прогресса ему будет необходимо проходить главы, состоящие из 10, 20, 30 или 50 комнат-уровней, генерирующихся случайным образом и отличающихся разнообразием врагов и локаций. После третьей главы открывается «режим героя», который позволяет пройти уже завершённые уровни заново за более ценные награды, но с более сильными противниками и с большим количеством препятствий и ловушек.
В игре присутствует система прокачки персонажа, делящаяся на временную и постоянную. Первый вид подразумевает выбор улучшений характеристик либо способностей, который выпадает игроку перед входом на арену и после повышения уровня в процессе сражения с врагами, в то время как второй тип состоит из получения снаряжения, выбора героя, увеличения его уровня и характеристик, что происходит за счёт монет — основной валюты игры — либо камней, которые также можно потратить на возрождение, приобретение сундуков и энергии, без которой невозможно начать бой.
В Archero представлены однопользовательский режим, где игрок может проходить главы либо принимать участие во временных событиях, и мультиплеер, включающий в себя совместную игру или дуэль.

## Восприятие

### Отзывы
Сэм Симмонс из издания Gamezebo к положительным сторонам Archero отнёс её захватывающее влияние и свежесть и уникальность, а также увлекательность геймплея и необходимость постоянного напряжения сил, что омрачается ограниченным количеством энергии, восполнение которой происходит за длительное, по его мнению, время.
Обозреватель веб-сайта Eurogamer Кристиан Донлан назвал Archero «очаровательной» мобильной игрой с «приятным, слегка безликим» дизайном и «блестящей» системой управления, подметив схожесть механики игрового процесса, заключающуюся в невозможности стрелять и двигаться одновременно, с шутером от третьего лица P.N.03.
Джоэл Юлкунен, руководитель отдела анализа игр и соучредитель GameRefinery, высказался: «Archero — нечто, неожиданно зацепившее меня», сделав акцент на том, что плавный игровой процесс и приятный дизайн вкупе с возникающими сложностями заставляют играть дальше.
Менеджер издательства французской игровой компании Voodoo Корентин Зельц в интервью с Game World Observer заявил, отвечая на вопрос о первой гибрид-казуальной игре, что таковой является Archero. Николас Эстрем, ответственный за маркетинг продукции в интернет-ресурсе GameAnalytics, разбирая, как создать успешный гибрид-казуальный проект, выразил то же мнение.

### Коммерческий успех
Спустя неделю после релиза, с 20 по 26 мая 2019 года, Archero дебютировала под номером 10 в списке популярных бесплатных игр среди пользователей iOS-устройств из Соединённых Штатов Америки, на следующей неделе поднявшись до 8 позиции и войдя в топ-10 бесплатных мобильных игр для Android-девайсов. Тремя месяцами позднее, с 26 августа по 1 сентября, занимала 3 место у китайских мобильных игроков.
Game World Observer сообщает, что в течение месяца после выхода Archero была установлена 10 000 000 раз и принесла более 8 000 000$ дохода. Согласно данным аналитической статьи гейм-дизайнера Евы Грилловой и консультанта по мобильным играм Абхиманью Кумара, к концу августа выручка с внутриигровых покупок составил более 35 000 000$. К концу июня 2020 года, в соответствии с информацией, предоставленной интернет-порталом App Magic, данная цифра выросла до 104 000 000$.
В начале 2020 года были объявлены номинанты на награды 20-й церемонии Game Developers Choice Awards, вручаемые ежегодно в рамках конференции разработчиков игр для выдающихся разработчиков и игр. В номинации «Лучшая мобильная игра» Archero наряду с Pilgrims и Mini Motorways была помещена в список игр, достойных упоминания. 15 апреля того же года были объявлены претенденты на 16-ю церемонию International Mobile Gaming Awards, а уже в августе стали известны победители, одним из которых стала Archero. Ей была отведена номинация «Лучшая динамичная игра» (англ. Best Quickplay Game).
23 декабря 2020 года Huawei раскрыла названия лучших мобильных игр 2020 года их собственного магазина приложений AppGallery, разделив их на несколько категорий. Победителем одной из них, носившей название «Лучшая семейная и казуальная игра», стала Archero.